# Tristellateia acutifolia
Tristellateia acutifolia är en tvåhjärtbladig växtart som beskrevs av Louis Hyacinthe Boivin och Arenes. Tristellateia acutifolia ingår i släktet Tristellateia och familjen Malpighiaceae. Inga underarter finns listade i Catalogue of Life.